# التسلسل الزمني للحرب في العراق (2015)
هذا جدول زمني للأحداث خلال الحرب في العراق في عام 2015.

## التسلسل الزمني

### يناير/كانون الثاني
- 8 يناير/كانون الثاني – أستهدف انتحاري نقطة تفتيش للشرطة في بلدة اليوسفية، مما أسفر عن مقتل سبعة أشخاص.[1]
- 21 يناير/كانون الثاني-بداية هجوم الموصل حيث استولت قوات البيشمركة على مساحة كبيرة من الأراضي المحيطة بالموصل.[2]
- 26 يناير/كانون الثاني– القوات العراقية تستعيد محافظة ديالى بالكامل من تنظيم الدولة الإسلامية.[3]
- 29 يناير/كانون الثاني- بدء معركة كركوك (2015).

### فبراير/شباط
- 1 فبراير/شباط – القوات الكردية تتغلب على مسلحي تنظيم الدولة الإسلامية في مدينة كركوك.[4]
- 24 فبراير/شباط – أدت هجمات بالقنابل المتعددة حول بغداد إلى مقتل 37 شخصًا وإصابة العشرات.[5]

### مارس/آذار
- 2 مارس/آذار – بدء معركة تكريت الثانية.[6]
- 25 مارس/آذار - غارات جوية أمريكية على تكريت، وعدة ميليشيات شيعية تشن إضرابا.[بحاجة لمصدر]</link>[ بحاجة لمصدر ]

### ابريل/نيسان
- أبريل/نيسان – مايو\آيار: هجوم الكرمة
- 1 أبريل/نيسان - بعد شهر من القتال العنيف، تمكن الإيرانيون والعراقيون والميليشيات الشيعية من التغلب على مقاتلي تنظيم الدولة الإسلامية والاستيلاء على تكريت.[بحاجة لمصدر]</link>[ بحاجة لمصدر ]

### مايو/آيار
- 15 مايو/آيار: تنظيم الدولة الإسلامية يسيطر على المبنى الحكومي الرئيسي ومركز المدينة في الرمادي، عاصمة محافظة الأنبار.[بحاجة لمصدر]</link>[ بحاجة لمصدر ]
- 20 مايو/آيار: تنظيم الدولة الإسلامية يسيطر على الرمادي.

### يونيو/حزيران
- 4 حزيران/يونيو: مقاتلو داعش يغلقون بوابات سد الرمادي ويقطعون المياه عن البلدات الموالية[7]
- 13 يونيو /حزيران: هاجم مسلحون قوات حكومية بالقرب من مصفاة بيجي العراقية، مما أسفر عن مقتل 11 شخصًا بالقرب من مدينة بيجي كجزء من معركة السيطرة على أكبر مصفاة في العراق.[8]

### يوليو/تموز
- 13 يوليو/تموز: بدء الهجوم على الأنبار.[9]
- 17 يوليو/تموز: فجّر انتحاري سيارة مفخخة في أحد أسواق مدينة خان بني سعد خلال احتفالات عيد الفطر، مما أسفر عن مقتل 120-130 شخصًا وإصابة 130 آخرين. وأفادت التقارير أن عشرين شخصًا آخرين في عداد المفقودين بعد القصف.[10][11]
- 23 يوليو/تموز: بدأت تركيا قصف قواعد مزعومة لحزب العمال الكردستاني في شمال العراق.

### أغسطس/آب
- 13 أغسطس/آب 2015: تفجير شاحنة في سوق بغداد
- 21 أغسطس/آب: فرض تنظيم داعش حظر تجوال على الموصل بعد أن قام السكان بكتابة شعارات معادية لداعش على العديد من الجدران.[12]

### أكتوبر/تشرين الأول
- في 22 أكتوبر/تشرين الأول، تمكنت قوات الأمن العراقية وقوات الحشد الشعبي من استعاده مدينة بيجي العراقية ومصفاتها النفطية والمنطقة المحيطة بها.

### نوفمبر/تشرين الثاني
- 13 نوفمبر/تشرين الثاني: سيطرت القوات الكردية على سنجار من تنظيم الدولة الإسلامية بعد أن استولى عليها التنظيم في أغسطس/آب 2014.[13]

### ديسمبر/كانون الأول
- 16-17 ديسمبر/كانون الأول: هجوم سهل نينوى حيث شن مئات من مقاتلي داعش هجومًا على مواقع كردية ولكن تم صدهم.[14]